# Haus Steinhausen
Haus Steinhausen ist eine ehemalige Wasserburg und befindet sich auf dem Gebiet des Dortmunder Stadtteils Holzen nordwestlich des heutigen Westhofener Kreuzes direkt an der Autobahn 1. 

## Geschichte
Die Burg wurde urkundlich erstmals im 15. Jahrhundert erwähnt und war der kleinste unter den Rittersitzen des Reichshofs Westhofen.
Während des Französisch-Niederländischen Krieges eroberten französische Soldaten unter Marschall Turenne im Februar 1672 über die zugefrorene Gräfte die Burg und brandschatzten diese. Der Wiederaufbau der Anlage begann erst gegen 1700. Danach war die Burg u. a. im Besitz des Adelsgeschlechts Blankennagel.
Eine umfangreiche Renovierung erfolgte in den 1990er Jahren, das Herrenhaus brannte jedoch 1999 nieder.
Das Gebäude ist als Baudenkmal, die ehemalige Burg als Bodendenkmal in die Denkmalliste der Stadt Dortmund eingetragen.
Am 10. Juni 2015 brannte das Gebäude erneut.

## Panoramaansicht

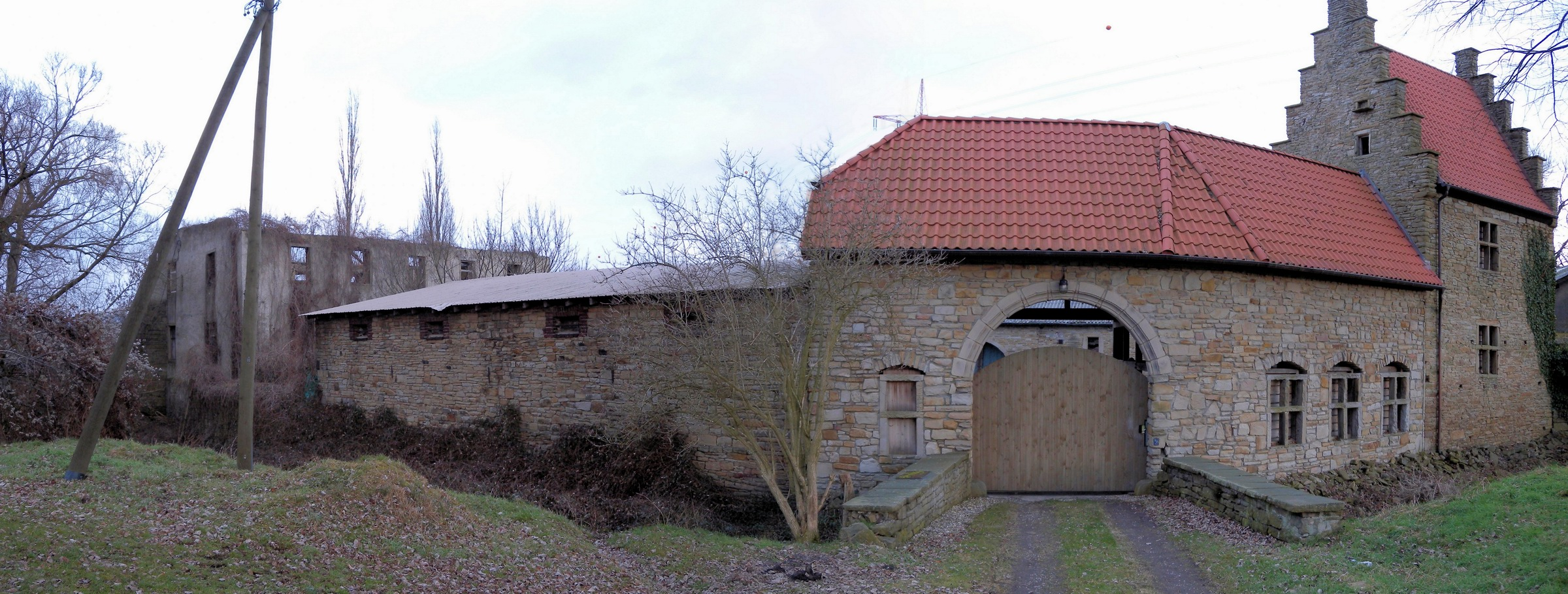
Haus Steinhausen, Panoramaansicht, zur linken Seite das 1999 niedergebrannte Herrenhaus.